# Gwinea na Letnich Igrzyskach Olimpijskich 2004
Gwineę na Letnich Igrzyskach Olimpijskich 2004 reprezentowało 2 sportowców.

## Skład kadry

### Judo
Kobiety:
- M'Mah Soumah - kategoria 52 kg - odpadła w Last 32

### Lekkoatletyka
Mężczyźni:
- Nabie Foday Fofanah
  - bieg na 100 m - runda 1: 10,62 s
  - bieg na 200 m - runda 1: 21,45 s